# Bergunda församling
Bergunda församling var en församling i Öjaby pastorat i Östra Värends kontrakt i Växjö stift. Församlingen låg i Växjö kommun i Kronobergs län. Församlingen uppgick 2014 i Öjaby församling med mindre delar till Växjö stads- och domkyrkoförsamling och Gemla församling.

## Administrativ historik
Församlingen har medeltida ursprung.
Församlingen bildade till 1992 pastorat med Öja församling, för att därefter till 2014 vara annexförsamling i pastoratet Öjaby, Ör, Ormesberga och Bergunda. Församlingen uppgick 2014 i  Öjaby församling med mindre delar till Växjö stads- och domkyrkoförsamling och Gemla församling..

## Kyrkoherdar
| Ämbetstid | Namn             | Levnadstid | Övrigt                                    |
| --------- | ---------------- | ---------- | ----------------------------------------- |
| 1685–1694 | Enevald Widebeck | 1649–1694  | Senare domprost i Växjö.                  |
| 1696–1704 | Olof Cavallius   | 1648–1708  | Senare biskop i Växjö stift.              |
| 1704–1729 | Andreas Goeding  | 1657–1729  | Senare domprost i Växjö.                  |
| 1730–1749 | Olof Osander     | 1700–1787  | Senare biskop i Växjö stift.              |
| 1750–1760 | Sven Bælter      | 1713–1760  | Senare domprost i Växjö.                  |
| 1762–1775 | Petrus Collin    | 1709–1775  |                                           |
| 1776–1804 | Johan Bolméer    | 1746–1804  |                                           |
| 1806–1839 | Carl Rydén       | 1764–1839  |                                           |
| 1840–1852 | Peter Linnér     | 1802–1871  | Senare kyrkoherde i Algutsboda församling |
| 1852–1862 | Pehr Tinggren    | 1793–1862  |                                           |

## Kyrkor
- Bergunda kyrka